# Michael Morgenbesser
Michael Morgenbesser (* 24. Juli 1714 in Breslau, Fürstentum Breslau; † 30. Juni 1782 in Breslau) war ein schlesischer Arzt, Garnisonsarzt, Stadtphysicus in Breslau, Assessor und Dekan des dortigen Medizinischen Collegiums und Mitglied der Gelehrtenakademie Leopoldina.

## Leben
Michael Morgenbesser war ein Sohn des Breslauer Apothekers Michael Morgenbesser und dessen Ehefrau Anna Susanna. Er wurde zunächst von Hauslehrern unterrichtet, bevor er das Gymnasium besuchte. Nach dem Abitur am Gymnasium zu St. Maria Magdalena immatrikulierte er sich 1733 an der Universität Leipzig für die Fächer Medizin, Deutsche Literatur und Philosophie. Das Studium wurde durch ein Stipendium des Breslauischen Magistrats ermöglicht. Als Schüler von Johann Christoph Gottsched, der in Leipzig am 1. Mai 1737 die Deutsche Gesellschaft gegründet hatte, wurde er deren Mitglied und figurierte noch vor Albrecht von Haller. Morgenbesser wurde mit dem bedeutenden Hallenser Arzt Friedrich Hoffmann bekannt. Nach der Promotion 1738 unternahm er Studienreisen nach Wittenberg, Helmstedt, Hannover, Marburg, Leiden und Paris. Zunächst beschäftigte er sich mit Anatomie und hielt Vorlesungen über Osteologie. Bis Ende des Zweiten Schlesischen Krieges 1745 arbeitete er als Garnisonarzt in Feldlazaretten. 1747 wurde er Stadtphysikus in Breslau, wo er auch Pestkranke behandelte. 1754 wurde er in die Gelehrtenakademie Leopoldina aufgenommen. Sein akademischer Beiname war DEXIUS II. 1756 beschäftigte er sich mit der Schutzimpfung und ließ in Breslau ein Anatomisches Theater erbauen. Wegen eines Beinbruchs 1758 hielt er sich 1758 in Bad Warmbrunn zu einer Kur auf. Am 30. Juni 1782 erlag er den Folgen eines Schlaganfalls. Im selben Jahr erschien in Breslau ein Nachruf von Johann Ephraim Scheibel: Gedächtnis-Schrift auf Herrn D. Michael Morgenbesser des Königlich-Preußischen Collegii Medici et Sanitatis Breslauischen Departements Decanum, Guarnisons-Medicum und Ober-Stadt-Physicum zu Breslau, der Kayserlichen Reichs-Akademie Naturae Curiosorum Mitglied.

### Familie
Morgenbesser war mit einer Tochter des preußischen Hofrats und Arztes Johann Siegmund Hahn verheiratet. Nachfolger am Medizinischen Kolleg wurde sein Sohn Johann Gottfried Morgenbesser, der auch Professor für Anatomie war. Der Sohn von Johann Gottfried Morgenbesser, Michael Morgenbesser, wurde im Todesjahr des Großvaters 1782 in Breslau geboren und erhielt dessen Vornamen. Der junge Michael Morgenbesser besuchte das Elisabethanische Gymnasium in Breslau und studierte ab 1801 Theologie in Halle. 1804 kehrte er nach Breslau zurück und übernahm im Juli 1806 das Prorectorat an der lutherischen Schule zu Groß Glogau. Im Jahr 1811 wurde er als Nachfolger von Georg Samuel Bandtke vom Hochlöblichen Magistrat Breslaus zum Rektoren der Schule zum Heiligen Geiste gewählt, die an das Hospital zum Heiligen Geist in Breslau angeschlossen war.

## Werke
- Brief an Christoph Jacob Trew, Briefsammlung Trew der Erlanger Universitätsbibliothek, 1767 oder 1768.
- Nachricht an das Publikum die Gesundbrunnen zu Codowa, Reinertz, Altwaser, Salzbrunn in Schlesien betreffend, Korn Breslau 1777.